# Čista matematika
Čista matematika je znanost matematičnih konceptov, ki so neodvisni od česarkoli izven matematike. Koncepti lahko izvirajo iz realnega sveta, rezultati pa nam lahko pomagajo v praktičnem življenju. Čista matematika ne temelji na tem. Namesto tega nam služi takšna matematika le kot intelektualni izziv. Ob njej se tudi čudimo njeni lepoti in kompleksnosti.
Čista matematika je obstajala že v Antični Grčiji, toda koncept se je izoblikoval šele okoli leta 1900, po vpeljavi ne-intuitivnih stvari (kot recimo neevklidska geometrija in Cantorjeva teorija neskončnih množic) in odkritjem navideznih paradoksov (kot recimo zvezne funkcije, ki ni nikjer diferenciabilna in Russellov paradoks). Pri takšnih stvareh se je pojavila potreba po prenovitvi koncepta matematične strogosti in spremembi matematike s sistematsko uporabo aksiomatskih metod. To je vodilo mnogo matematikov, da so se skoncentrirali na matematiko do najglobljih korenin, torej na čisto matematiko.
Vseeno pa je še vedno večina matematičnih teorij izvirala iz problemov realnega življenja ali iz manj abstraktnih matematičnih teorij. Tudi veliko takšnih teorij, ki so se zdele popolnoma "čiste" v smislu matematike, so se nazadnje izkazale kot uporabne na veliko praktičnih področjih, kot recimo v fiziki in računalništvu. Zelo znan zgodnji primer je predstavitev splošnega gravitacijskega zakona Isaaca Newtona, ki je nakazovala na gibanje planetov v orbitah v obliki stožnic, ki jih je v antiki raziskoval Apolonij. Drug primer je recimo problem množenja velikih števil, ki je sedaj osnova RSA kriptografskih sistemov, ki se široko uporabljajo v varnih medmrežnih komunikacijah.
Iz tega sledi, da je ločnica med čisto in uporabno matematiko le filozofski pogled matematika, ne pa točna meja. Nekateri matematiki, ki so se ukvarjali z uporabno matematiko, so se celo identificirali kot čisti matematiki.

## Zgodovina

### Antična Grčija
Antični grški matematiki so bili eni izmed najzgodnejših, ki so naredili ločnico med čisto in uporabno matematiko. Platon je pomagal narediti mejo med "aritmetiko" (sedaj imenovano teorijo števil) in "logiko" (sedaj imenovano aritmetiko). Logiko (aritmetiko) je povezoval s poslovneži in z vojskovodji, ki "se morajo naučiti umetnosti števil ali pa ne bodo vedeli, kako razvrstiti svoje čete", aritmetiko (teorijo števil) pa je priporočal filozofom, "ker morajo nastati iz morja sprememb, a se držati resnične biti." Eden izmed Evklidovih učencev je Evklida vprašal, čemu služi geometrija. Slavni filozof je prosil njegovega sužnja, naj da nevednežu nekaj denarja, "ker mora imeti od znanja dobiček". Tudi grškega matematika Apolonija so nekateri vprašali o uporabnosti nekaterih njegovih izrekov iz 4. zvezka o stožnicah, na kar je ponosno odgovoril:
Že zaradi samih demonstracij so vredni sprejemanja, na enak način kot iz tega in nobenega drugega razloga sprejemamo številne druge stvari iz matematike.
In ker veliko njegovih rezultatov ni bilo uporabnih v znanosti ali inženirstvu, je Apolonij kasneje v svojem 5. zvezku stožnic rekel, da je ta tema (stožnice) "namenjena vsem, ki to želijo znati samo zaradi sebe."

### 19. stoletje
Sam pojem je nastal iz celega nagovora Sadleiriana Chaira: Sadleirian, profesor čiste matematike, ki je nastal v sredini 19. stoletja. Ideja o ločenem področju čiste matematike je takrat tudi najverjetneje nastajala. V času Gaussa ločnice med čisto in uporabno matematiko niso poznali. V sledečih letih sta se specializacija in profesionalizacija (zlasti pri Weierstrassovem približku k matematični analizi) začela bolj razlikovati.

### 20. stoletje
Na začetku dvajsetega stoletja so se matematiki lotili aksiomatične metode, na katere pa je močno vplival zgled Davida Hilberta. Logično obliko čiste matematike je predlagal Bertrand Russell, ki se je v smislu kvantifikacijske strukture izrekov zdela vedno bolj verjetna, ker so veliki deli matematike podvrženi strogim aksiomom.
Čista matematika je (skladno z bourbakijevo skupino) tisto, kar se da dokazati. Čisti matematik je postal prepoznaven poklic, ki se ga da naučiti le s treningom.
Izkazalo se je, da je čista matematika uporabna tudi v inženirski izobrazbi:
To je trening navad, različnih pogledov in intelektualnega mišljenja navadnih inženirskih problemov, ki jih lahko reši le višja matematika.

## Posplošitev in abstrakcija
Eden osrednjih konceptov čiste matematike je ideja splošnosti; čista matematika pogosto kaže trend povečane splošnosti. Uporaba in prednosti splošnosti vključujejo naslednje: 
- Posplošitev izrekov ali matematičnih struktur lahko vodijo do globljega razumevanja izvornih izrekov ali struktur.
- Posplošitev lahko poenostavi predstavitev materiala, kar vodi h krajšim dokazom ali argumentom, ki jim je lažje slediti.
- Posplošitev se lahko uporabi tudi kot izogib podvojitvi truda, s tem da se dokaže le splošni rezultat namesto potrebe po neodvisnem dokazovanju ločenih primerov.
- Olajša nam tudi povezave med različnimi vejami matematike. Teorija kategorij je ena izmed področij matematike, ki odkriva skupne stvari struktur in torej igra pomembno vlogo v nekaterih področjih matematike.

## Čistost
Matematiki so imeli vedno drugačna mnenja na ločnico med čisto in uporabno matematiko. Eden od najbolj znanih (a morda nerazumljivih) modernih razgovorov o tem so v G.H. Hardyjevi A Mathematician's Apology.